# Bågø
Bågø (selten auch Baagø oder Baagö) ist eine dänische Insel im kleinen Belt.
Die Insel Bågø liegt westlich der Insel Fyn (dt.: Fünen) und bildet ein eigenes Kirchspiel Bågø Sogn, das bis 1970 zur Harde Båg Herred im Odense Amt gehörte und danach zur Assens Kommune im Fyns Amt, die mit der Kommunalreform zum 1. Januar 2007 in der „neuen“ Assens Kommune in der Region Syddanmark aufgegangen ist.
Es gibt eine regelmäßige Fährverbindung nach Assens auf Fyn. Bågø gehört zum Verband dänischer Kleininseln.
Bågø gilt als sehr lange bewohnt. Der erste Leuchtturm der Insel wurde nachweislich 1705 errichtet. Ein Grund für die recht frühzeitige Errichtung eines Leuchtfeuers ist die zentrale Lage der Insel auf verschiedenen Fährrouten. Der heute auf der Insel zu findende Turm ist von 1816.
1872 wurde Bågø von einer Sturmflut getroffen, 1880 vernichtete ein Feuer mehrere Höfe der Insel.
Bågø hat 25 Bewohner (Stand 1. Januar 2023) auf 6,23 km². Der höchste Punkt Bågøs ist nur 8 Meter hoch. Auf Bågø befindet sich eine Naturschule.
Im Süden der Insel bei Fiskerhusene liegt der Rest eines Langdysse.